# Les Cars
Les Cars é uma comuna francesa na região administrativa da Nova Aquitânia, no departamento de Alto Vienne. Estende-se por uma área de 16,72 km². Em 2010 a comuna tinha 641 habitantes (densidade: 38,3 hab./km²).